# Vin
Een vin is een plat bewegelijk lichaamsdeel dat voorkomt bij vissen en dient voor de verplaatsing en stabilisatie. Ook de mariene zoogdieren als walvissen, dolfijnen, en zeehonden hebben vinnen. Dit zijn stevige leerachtige huidflappen waar afhankelijk van de soort en positie ook nog botstructuren in zitten.

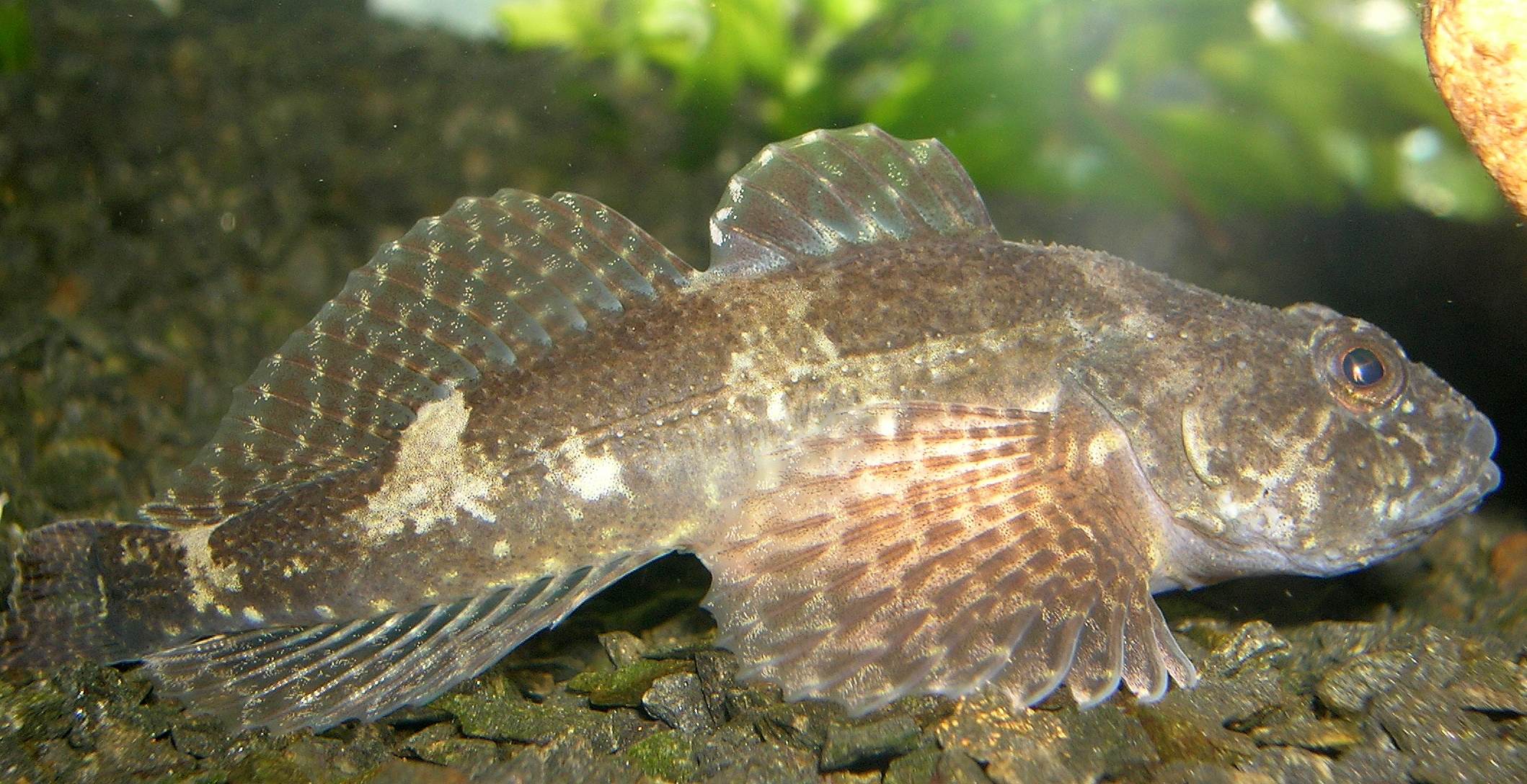
Rivierdonderpad met gespreide vinnen

## Beenvissen

3-rugvin, 4-vetvin, 6-staartvin, 7-aarsvin, 9-buikvin, 10 - borstvin

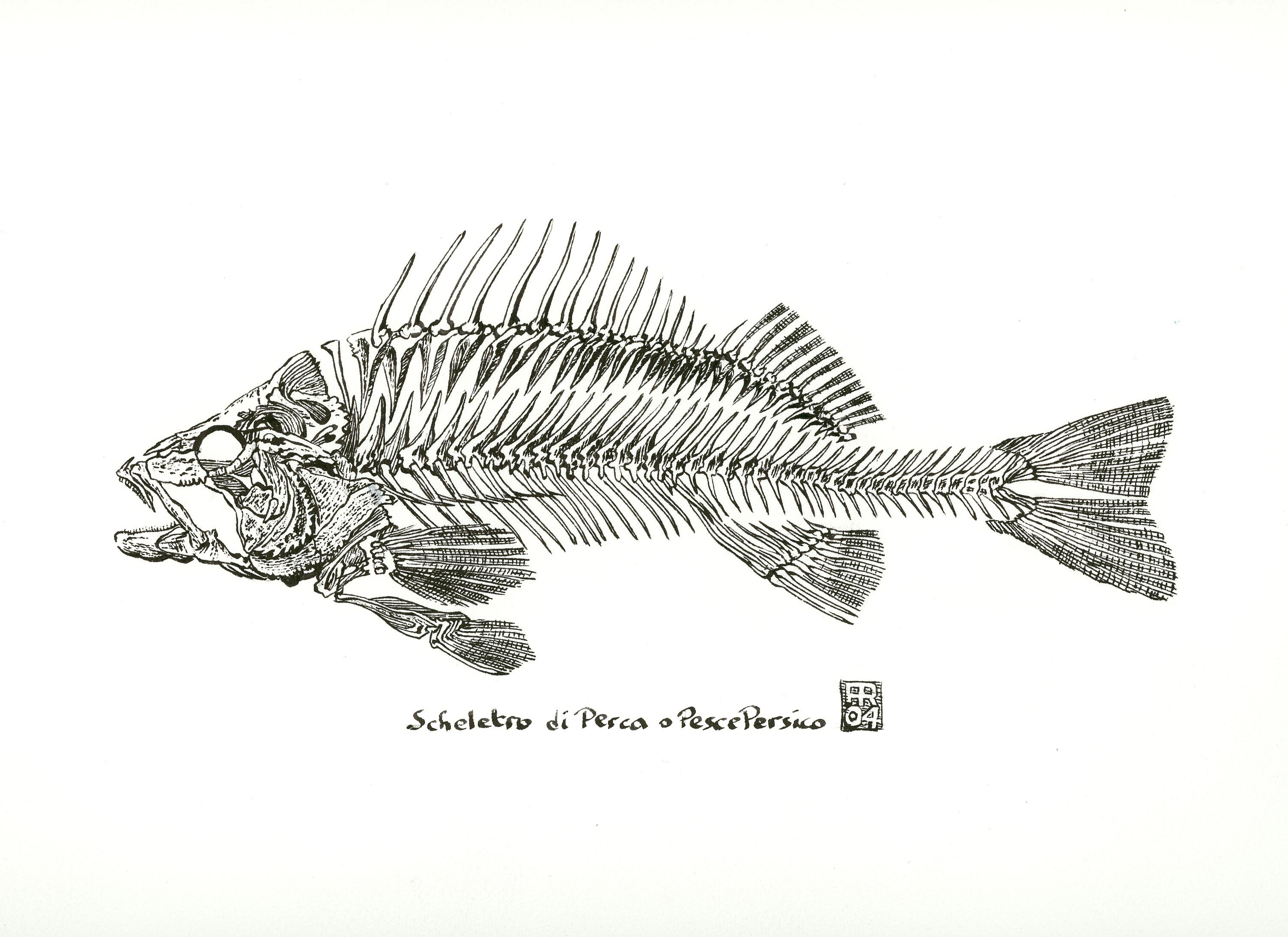
Het skelet van de baars. De schouder- en bekkengordel liggen tegen elkaar aan waardoor de borst- en buikvinnen vlak bij elkaar zitten

Beenvissen, die hun naam te danken hebben aan de verbeende vinstralen, hebben erg bruikbare anatomische structuren zoals uitstulpbare kaken en inklapbare dunne en soepele vinnen die door de vinstralen toch voldoende stevigheid hebben. Beenvissen hebben twee stel gepaarde vinnen, de borstvinnen en de buikvinnen.

### Gepaarde vinnen
De borstvinnen zijn met spieren verbonden met de schoudergordel en zijn daardoor erg bewegelijk. Ze dienen ervoor om de positie van het lichaam te veranderen. Vissen als de braam (Brama brama) en de koningsvis (Lampris guttatus) zijn gedwongen deze vin ook voor de voortbeweging te gebruiken omdat de kop zwaarder is dan de rest van het lichaam. Ook trekkervissen en koffervissen maken van deze vinnen gebruik voor de voortbeweging vanwege het starre lichaam. De gewone vissen als de karper maken vaak flappende bewegingen met de borstvinnen om het lichaam te besturen tijdens het zoeken naar voedsel. De borstvinnen van vliegende vissen zijn enorm vergroot en worden als starre vleugels gebruikt bij lange zweefvluchten, bij sommige geslachten zijn ook de buikvinnen vergroot.

Borstvinnen bij een Koi

De buikvinnen zijn lager geplaatst en door middel van spieren verbonden met de bekkengordel. Ze zijn over het algemeen wat minder bewegelijk dan de borstvinnen. Bodemvissen als de kwabaal en de rode poon gebruiken de buikvinnen om over de bodem te lopen. Bij de stekelbaars bestaan de buikvinnen en de eerste rugvin alleen nog als dikke verharde stralen. Bij veel grondels en andere bodemvissen uit stromend water zijn de buikvinnen gemodificeerd tot een zuignap.

### Ongepaarde vinnen
De andere vinnen voorzien van vinstralen zijn de staartvin, de aarsvin en de rugvinnen. Zalmachtigen en sommige meervallen hebben ook nog een verdikte vin zonder stralen op de rug; de vetvin.
De staartvin of caudale dient vooral voor de voortstuwing. Naargelang de vorm van de staartvin zijn er verschillende types te onderscheiden
- Bij een heterocerkale staart zijn de twee lobben niet even groot. De wervelkolom loopt door in de bovenste lob, die groter en langer is dan de onderste lob. Deze vinvorm komt voor bij onder meer steuren en haaien. Soms wordt deze term ook gebruikt voor een asymmetrische staartvin. Een staartvin met een langere bovenste lob is epicerkaal, een staartvin met een langere onderste lob is hypocerkaal.[1]
- Een diphycerkale vin is symmetrisch en gepunt. De wervelkolom loopt door tot in het uiteinde en verdeelt de vin in twee gelijke delen. De term kan ook wijzen op een vin die zowel intern als extern symmetrisch is. Soms kan deze symmetrische vin secundair ontstaan door het verlies van de echte caudale vin, die dan vervangen wordt door een vin die ontstaat uit rug- en aarsvinelementen.[1]
- Een protocerkale staartvin is eveneens intern en extern symmetrisch en is aansluitend met de dorsale en anale vinplooi. Deze vinvorm komt voor bij prikken en bij embryo's van verschillende soorten.[1]
- De homocerkale caudale vin heeft is extern symmetrisch. De interne botstructuur is echter asymmetrisch. Dit type staartvin komt voor bij de meeste beenvissen.
- De isocerkale vin is een secundair symmetrisch geworden staartvin. Dit betekent dat de voorouders van vissen met een isocerkale staartvin oorspronkelijk een asymmetrische staartvin hadden. Deze vin wordt gevormd door de caudale vinstralen en de vinstralen van de rug- en aarsvin. Dit type staartvin komt voor bij palingachtigen.
- Een gephyrocerkale staartvin heeft geen voortstuwingsfunctie meer. Een voorbeeld van een vissoort met een gephyrocerkale staartvin is het zeepaardje.

Op de rug kunnen zich meerdere rugvinnen bevinden, vaak is de voorste rugvin voorzien van harde vinstralen. De rugvinnen worden vaak ingeklapt, of uitgeklapt naargelang de stemming van de vis. Het inklappen van vinnen is vaak ook een teken van stress.
Sommige vinstralen zijn sterk verbeend en puntig, dit zijn de harde vinstralen. De zachte vinstralen zijn vertakt. De vinstralen van de rugvin zijn bij de vissen van het geslacht Lophius nog verder gemodificeerd en worden gebruikt als hengelorgaan dat prooien naar de bek lokt. Bij de remora is de hele vin gemodificeerd als een zuignap.
De vinnen die voorzien zijn van vinstralen kunnen per vinstraal worden bestuurd, de vinstraal is via de scharnierende vinstraaldrager met een bot in het lichaam verbonden en kan met spieren bestuurd. De snoek beweegt vaak alleen de achterste vinstralen van zijn rugvin en een paar vinstralen van de borstvinnen om heel langzaam zijn positie in het water aan te passen, of om een prooi te besluipen.

### Vinnen en voortbeweging

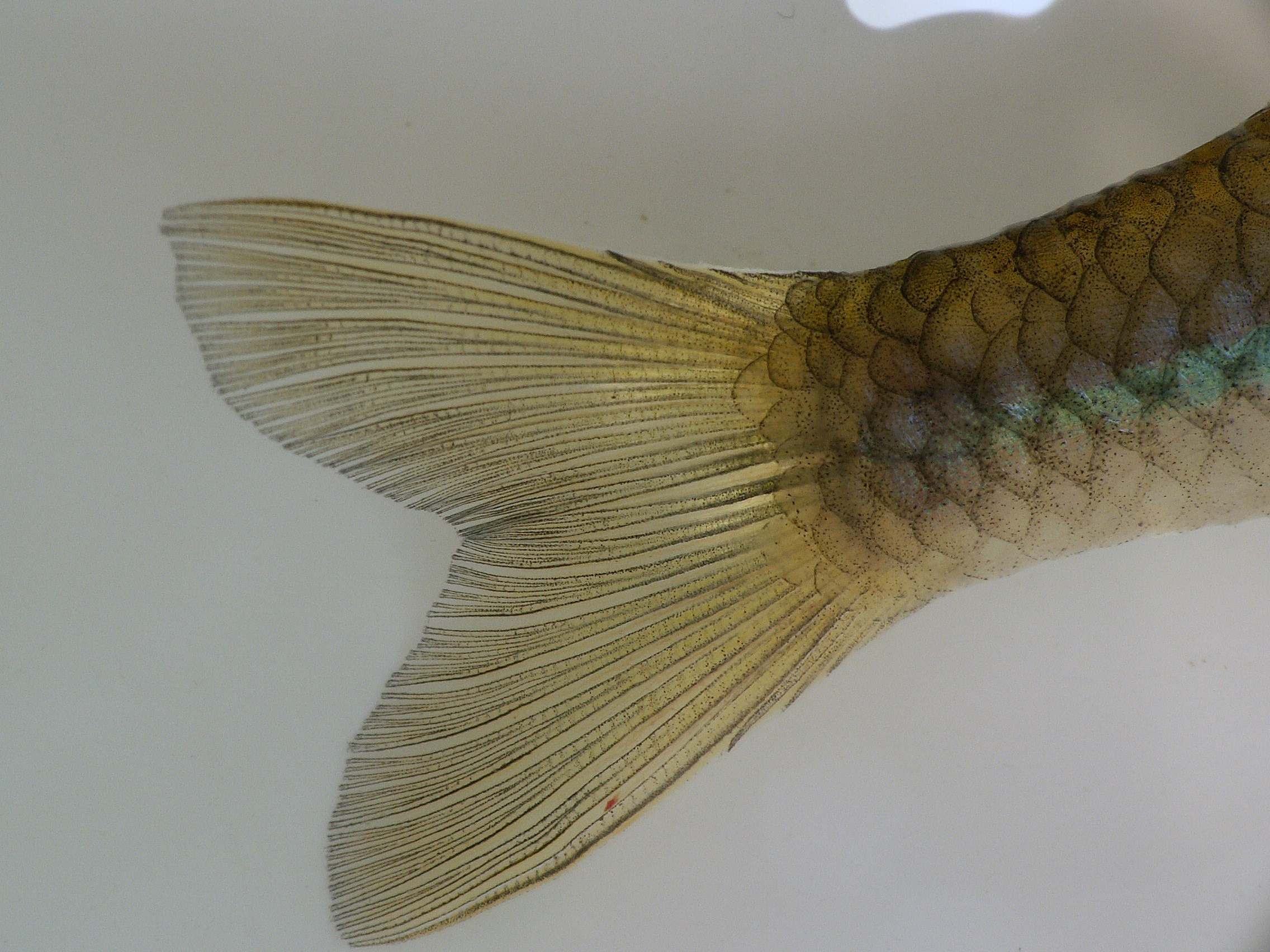
Staartvin van de bittervoorn een langzame zwemmer

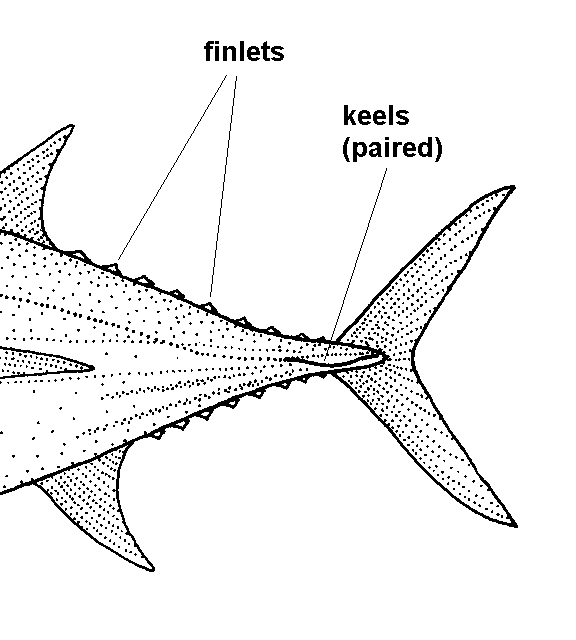
Staartvin van tonijn, een snelle zwemmer

Bij de typische beenvis dient de staartvin voor de aandrijving. De beweging van de wervelkolom wordt overgedragen naar het grote oppervlak van de staartvin. Ook de huid van de vis is waarschijnlijk cruciaal in het overdragen van de beweging van de lichaamsspier naar de staartvin. Hoe sneller de vis, hoe smaller en hoger de staartvin wordt. De staartwortel van snelle vissen als makreel en tonijn is verdikt en voorzien van kleine vinnetjes, die waarschijnlijk dienen om turbulentie te beperken. Deze vissen slaan de staart met een zeer hoge frequentie en de rest van het lichaam beweegt maar weinig. Vaak is er zelfs een uitsparing om de borstvin in te kunnen leggen om de stroomlijn te optimaliseren.
Bij gewone vissen als de karper speelt ook de golvende beweging van het lichaam en de daaraan verbonden rug- en aarsvin een rol bij de voortbeweging. Bij vissen als de paling is dit de enige vorm van voortstuwing. Bij lage snelheden is deze beweging niet zo inefficiënt getuige de enorme afstanden die de paling zonder voedsel af kan leggen om zijn paaigebied te bereiken.

### Determinatie door vinkenmerken
Als determinatiekenmerk zijn vinnen heel geschikt. Belangrijk zijn de grootte en vorm van de vin, het aantal vinstralen en de relatieve positie. Zo kan bijvoorbeeld de blankvoorn van de rietvoorn worden onderscheiden doordat de rugvin bij de rietvoorn bijna helemaal achter de buikvin staat. De kroeskarper en de giebel kunnen worden onderscheiden door de bolle rugvin van de kroeskarper.

### Vinnen bij visachtigen niet behorend tot de echte beenvissen
- Steuren hebben een heterocercale staart, wat inhoudt dat de wervelkolom tot in de bovenpunt van de staartvin doorloopt. Ook haaien hebben zo'n type staart. Benige vinstralen zijn wel aanwezig.
- Elektrische vissen als de Mormyridae bewegen zich voort door golvende bewegingen van de vinstralen van rug- en aarsvin. De Gymnotiformes hebben alleen een aarsvin die voor de voortbeweging zorgt en waarmee ook achteruit kan worden gezwommen. De grote lichaamsspier van deze vissen wordt gebruikt om elektrische pulsen van een paar honderd hertz te genereren. De zijlijnorganen registreren veranderingen in het elektrische veld en zorgen voor de oriëntatie in troebel water.
- Bij Latimeria loopt de wervelkolom recht door de staartvin heen tot aan het eind van de staartvin. De vinnen van deze kwastvinnigen zijn opgebouwd volgens hetzelfde bouwplan als de poten van de viervoetigen. Cladistisch gezien zijn ze dan ook meer met ons verwant dan met de beenvissen. De staartvin is diphycercaal.

## Andere dieren

### Haaien en verwanten

A heterocerkaal, B protocerkaal, C homocerkaal, D diphycerkaal

Vinnen van haaien bestaan uit een kraakbeenkern met een stevige huid. Ze zijn erg stijf en de kraakbeenkern wordt door kraakbeenkolommen in het lichaam ondersteund.
Het kraakbeen van de vinnen is erg gewild voor de productie van haaienvinnensoep. Dit kraakbeen zorgt voor een bijzondere textuur van de soep. Ook bij haaien zijn de borst- en buikvinnen mobiel. Bij mannelijke haaien zijn de buikvinnen gemodificeerd tot geslachtsorgaan. De staartvin is heterocercaal. Dat houdt in dat de wervelkolom doorloopt in het bovenste gedeelte van de staartvin. De bekende grote starre driehoekige rugvin fungeert als kiel om draaiingen van het lichaam om de lengteas af te remmen.

### Reptielen
Vinachtige lichaamsdelen komen ook voor bij sommige hagedissen zoals basilisken, en ook sommige dinosauriërs hadden dit soort uitsteeksels. Ze worden echter niet beschouwd als een vin omdat ze zijn ontstaan uit een rugkam.

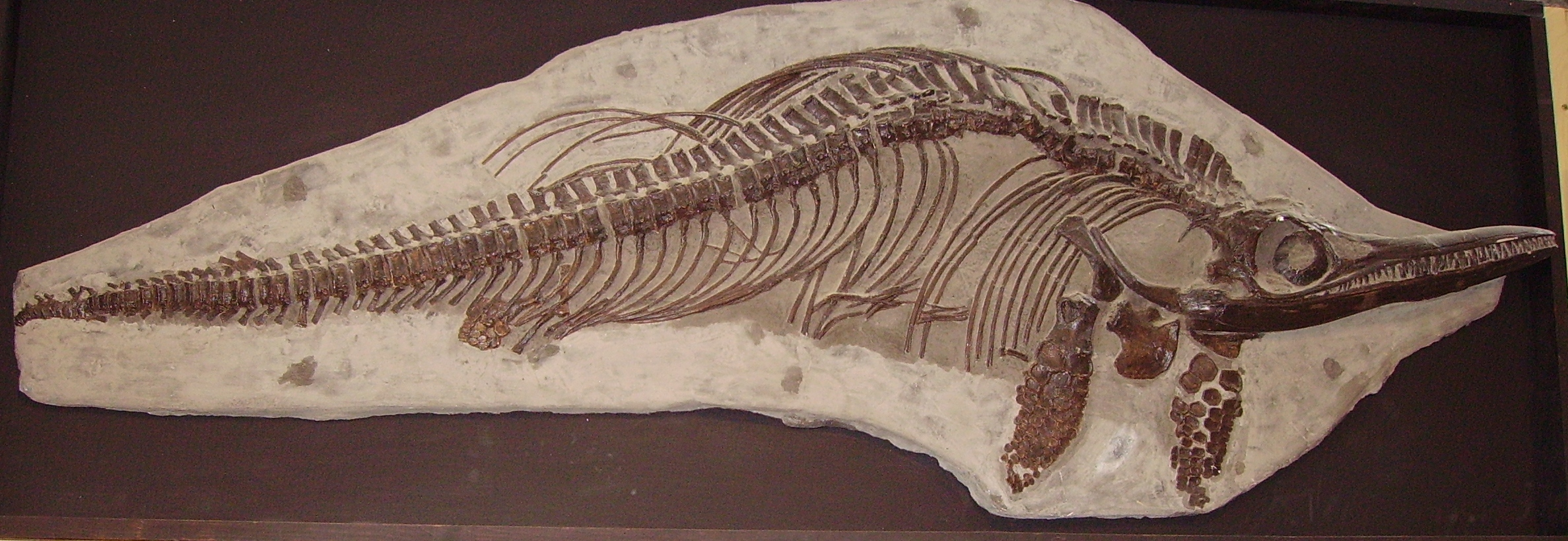
Fossiele ichthyosauriër met kenmerkende skeletstructuur van de borstvin

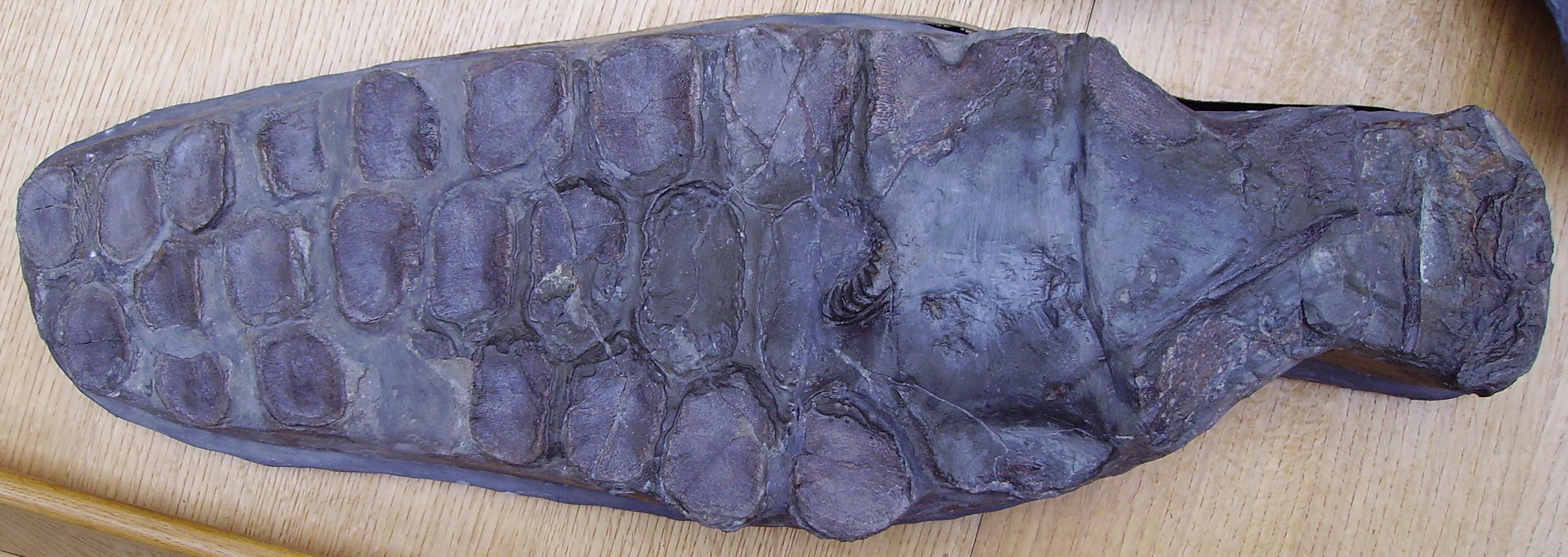
Compleet geconserveerde vin van een ichthyosauriër

De dolfijnachtige ichthyosauriërs hadden wel functionerende vinnen. Deze vinnen hadden ook een kenmerkende unieke structuur. De handbotjes splitsten zich steeds meer totdat een maiskolfachtige structuur ontstond overdekt met huid. Ook de achterpoten ontwikkelden zich tot vinnen. De staartvin was heterocercaal, maar de ruggengraat boog bij deze dieren naar beneden af. De rugvin was niet voorzien van benige elementen en kan bij de meeste fossielen niet worden waargenomen.
Ook de voorpoten van sommige zeeschildpadden en de uitgestorven plesiosauriërs, mosasauriërs en Metriorhynchidae worden als flippers beschouwd.

### Zoogdieren
- Walvissen — Bij de walvissen en dolfijnen bestaat het grootste gedeelte van de borstvin uit een leerachtige flap met daarin het bot van de tweede vinger. Alleen de verbinding met het schouderblad is nog bewegelijk. De staartvin is niet voorzien van botstructuren. Hetzelfde geldt voor de zeekoeien.
- Zeehonden — Zeehonden bewegen zich voort met zijwaartse bewegingen van de staartvin, de voorpoten zijn ook vrij star, maar nog wel bewegelijk in het ellebooggewricht. De achterpoten zijn buiten het water niet functioneel. De voor- en achterpoten zijn voorzien van leerachtige flappen, waardoor ze als vin fungeren.
- Zeeleeuwen — De zeeleeuwen hebben nog volledig functionerende poten. De voorpoten, voorzien van leerachtige flappen, zijn de belangrijkste elementen voor de voortstuwing in het water.

## Vinnen in de techniek
Naast de biologie heeft vin ook een betekenis in de mechanica, meestal verbonden met aerodynamica. Vinnen komen voor in de scheepvaart, en de luchtvaart (zie kielvlak). Ook de driehoekige uitsteeksels op een raket worden vinnen genoemd. Hier heeft de vin slechts een functie als stabilisator.